# Ostrovus mitsukonis
Ostrovus mitsukonis är en bäcksländeart som först beskrevs av Okamoto och Kohno 1940.  Ostrovus mitsukonis ingår i släktet Ostrovus och familjen rovbäcksländor. Inga underarter finns listade i Catalogue of Life.